# Pfarrhaus (Stiefenhofen)

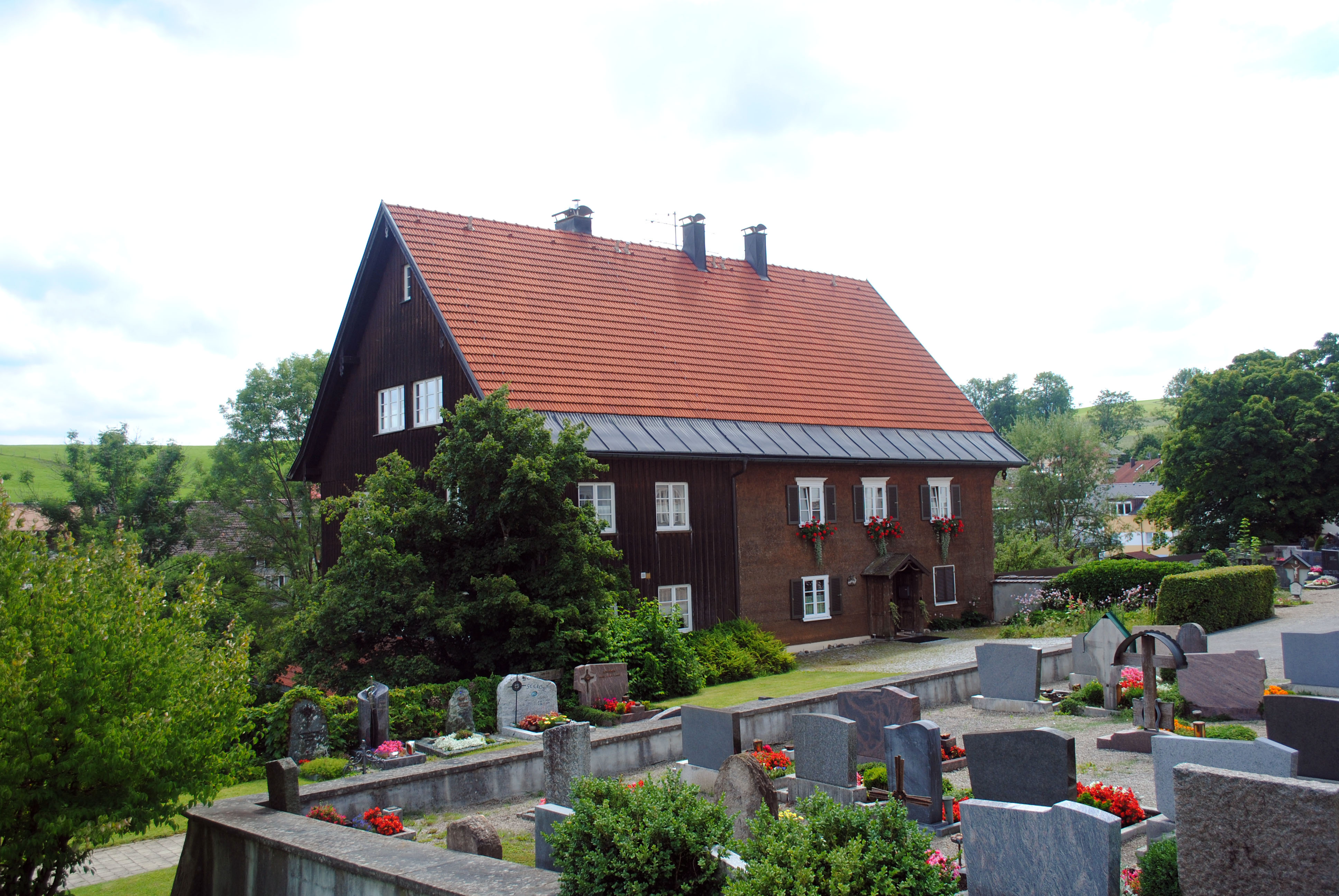
Pfarrhaus in Stiefenhofen

Das Pfarrhaus in Stiefenhofen, einer Gemeinde im schwäbischen Landkreis Lindau in Bayern, wurde 1722 errichtet. Das Pfarrhaus an der Hauptstraße 7 ist ein geschütztes Baudenkmal.
Der verputzte bzw. verschindelte Blockbau mit Steilsatteldach besitzt drei Geschosse.